# Joaquim Gomes (Alagoas)
Pour les articles homonymes, voir Joaquim Gomes et Gomes.
Joaquim Gomes est une municipalité brésilienne dans l'État de l'Alagoas.